# Bidovce
Bidovce – wieś (obec) na Słowacji położona w kraju koszyckim, w powiecie Koszyce-okolice. Pierwsze wzmianki o miejscowości pochodzą z roku 1276. 
Według danych z dnia 31 grudnia 2012, wieś zamieszkiwało 1390 osób, w tym 697 kobiet i 693 mężczyzn.
W 2001 roku rozkład populacji względem narodowości i przynależności etnicznej wyglądał następująco:
- Słowacy – 94,61%
- Czesi – 0,35%
- Romowie – 1,13%
- Węgrzy – 3,74%

Ze względu na wyznawaną religię struktura mieszkańców kształtowała się w 2001 roku następująco:
- Katolicy rzymscy – 34,52%
- Grekokatolicy – 4,43%
- Ewangelicy – 8,7%
- Prawosławni – 0,09%
- Ateiści – 3,22%
- Nie podano – 1,65%